# Eugen Roth

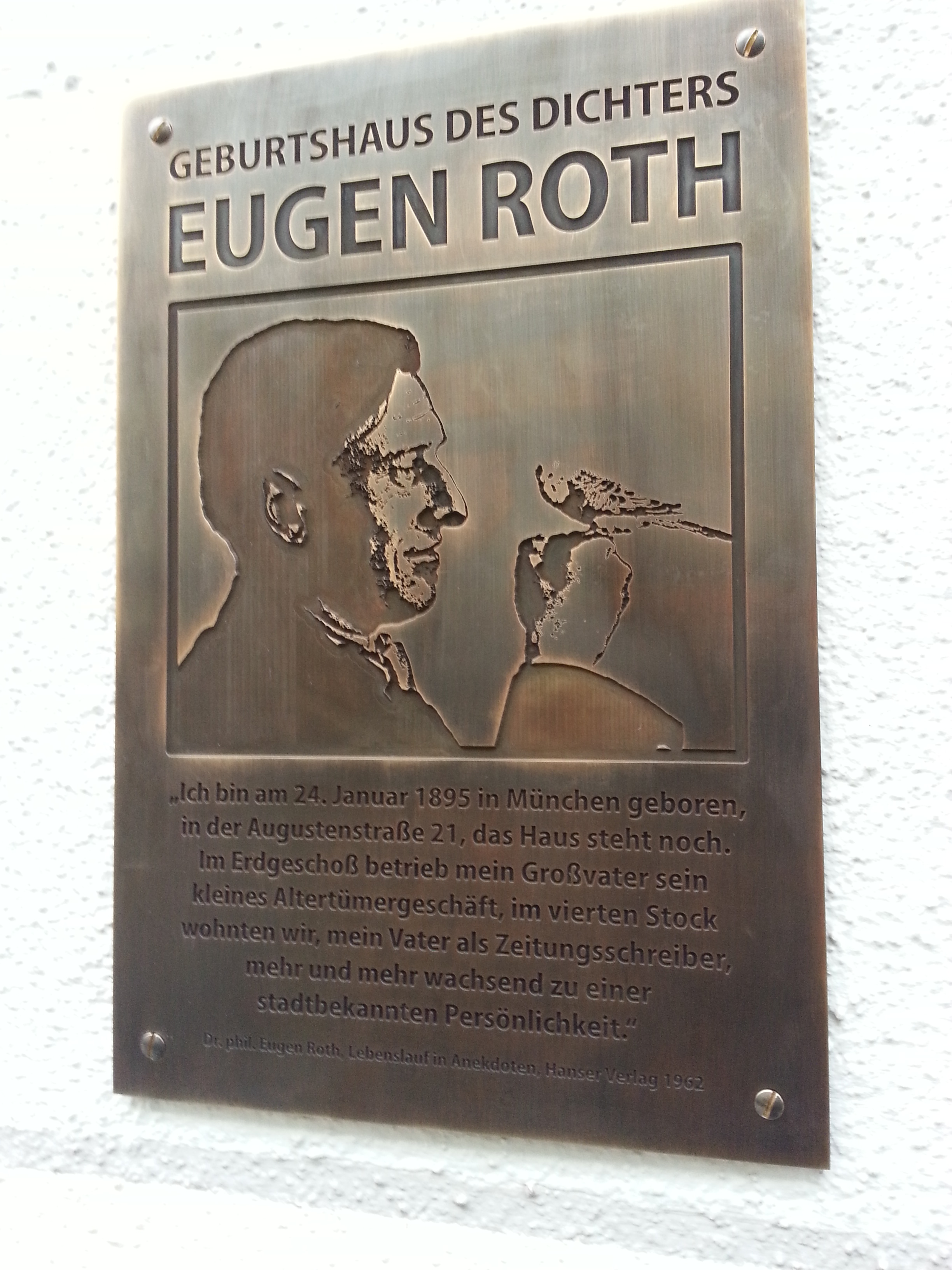
Minnestavla på Roths födelsehus i München.

Eugen Roth, född 24 januari 1895 i München, död 28 april 1976, var en tysk (västtysk) humorist författare.